# Яуре
Яуре (нидерл. Joure, з.-фриз. De Jouwer) — город в общине Фриске Маррен провинции Фрисландия, Нидерланды. С 13090 жителями Яуре является самым крупным городом общины; также он является её административным центром.

## История
Яуре раньше был окраиной деревни Вестермер, но вскоре стал больше, чем первоначальное поселение. Главная причина заключалась в том, что Яуре был легкодоступен для водных путей, что позволило процветать локальной и международной торговле. Примерно в 1950 году название «Вестермер» исчезло с карты вследствие поглощения его Яуре. До начала 1950-х годов Яуре оставался маленькой деревней, состоящей из нескольких улиц и водных путей. С этого момента он начал расширяться, в основном за счёт промышленного развития.
До 2014 года Яуре был частью общины Скарстерлан, а до 1984 года он был частью Хаскерланда.

## Экономика
Город был известен с XVII века своим производством традиционных фризских часов («stoelklokken» и «staartklokken»). Это было кустарное производство, возникшее благодаря наличию местного медеплавильного предприятия. На сегодняшний день несколько квалифицированных торговцев продолжают производить эти часы.
В 1753 году Эгберт Дауэс основал компанию по продаже колониальных товаров в Яуре. Начиная с небольшого магазина, это предприятие в 1930-1950-х годах постепенно смогло развиться до уровня промышленного гиганта. Потомки предпринимателя переименовали компанию в Douwe Egberts и сделали её всемирной торговой империей, главным образом сконцентрировавшись на кофе, чае и табаке. На сегодняшний день многие люди в этом городе всё ещё имеют рабочие места или связаны с DE, хотя штаб-квартира переехала в город Утрехт несколько десятилетий назад. Другими типичные предприятия, которые способствовали росту Яуре, относятся к мебельной и графической отраслям.

### Туризм
Туризм всегда имел большое значение, и Яуре предлагает большой выбор уникальных, типичных фризских достопримечательностей исторического, культурного и рекреационного значения.

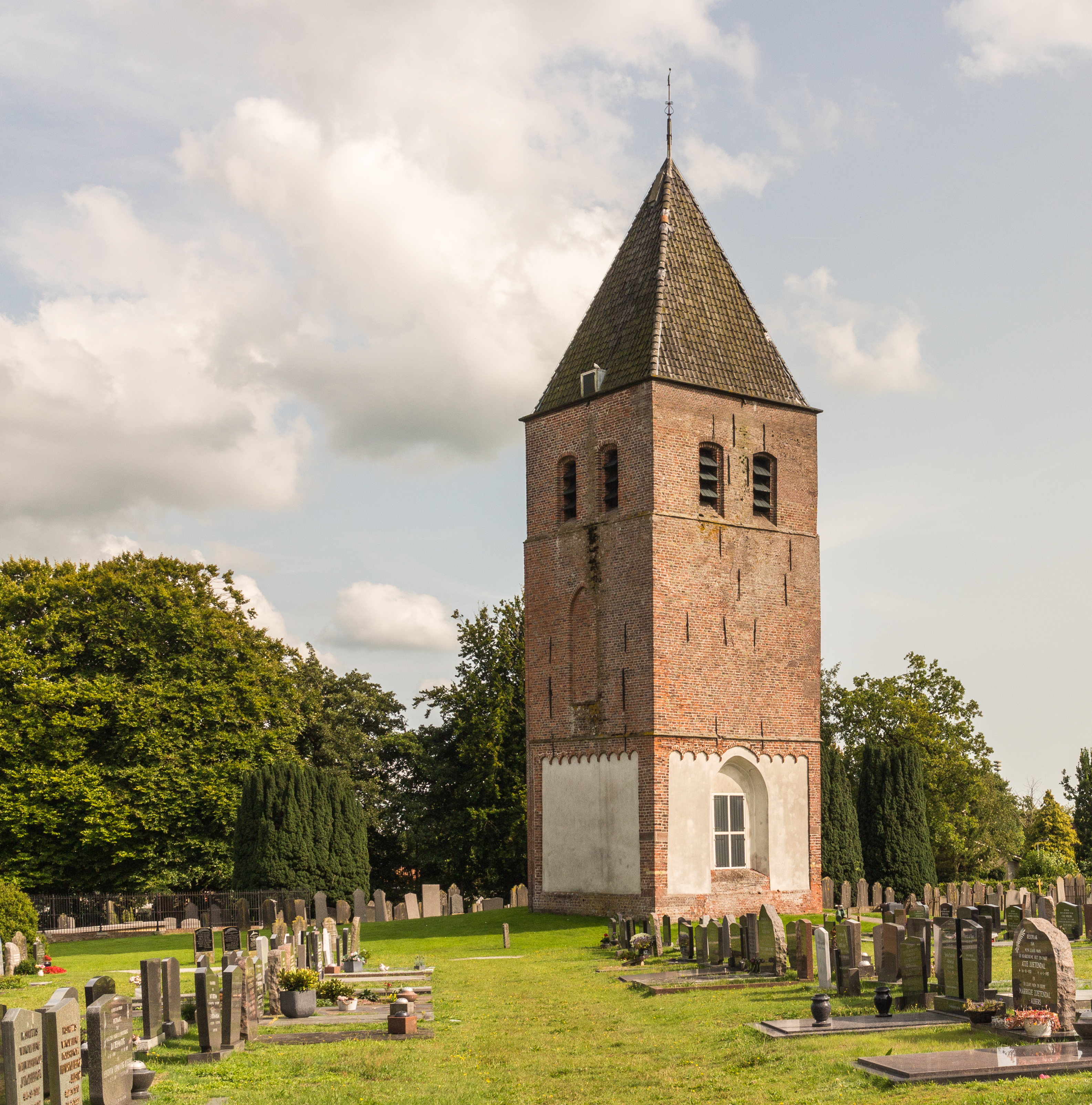
Башня снесённой церкви в Вестермере
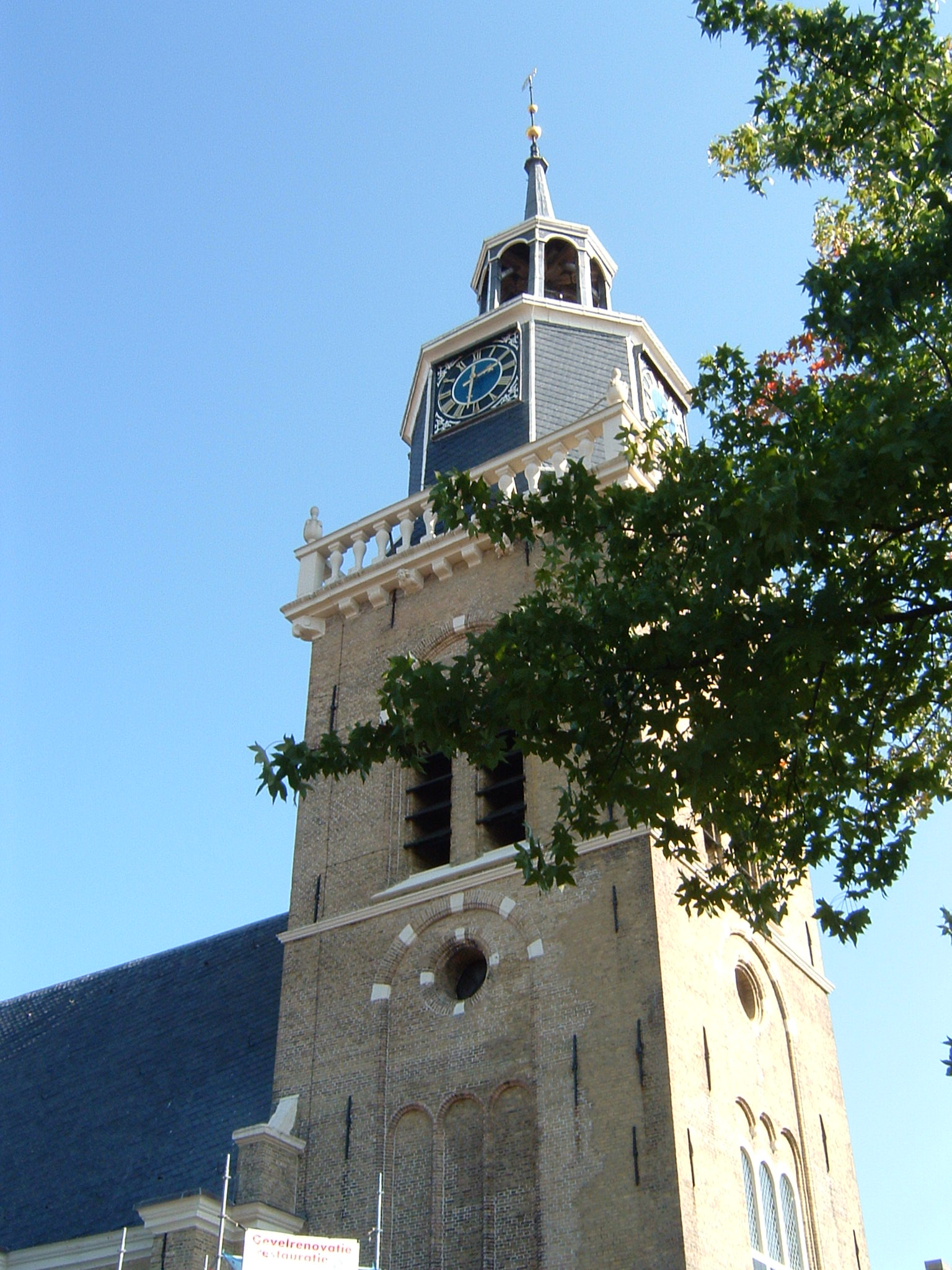
Башня церкви Хоббе ван Бардта

## Культура
Начиная с 1986 года, в Яуре ежегодно проводится Фризский фестиваль воздушных шаров. Здесь ежедневно в воздух поднимается до 35 воздушных шаров. Мероприятие обычно проходит в последнюю неделю июля и привлекает множество туристов. В дополнение к полётам на воздушных шарах, на фестивале проходят разнообразные выступления артистов. С тех пор Яуре также называют «Городом воздушных шаров», где проживают около 50 воздухоплавателей.
В среду недели фестиваля воздушных шаров также проводятся крестьянские свадьбы. С венчанием, скачками на необъезженных лошадях и шуточными рыцарскими турнирами.

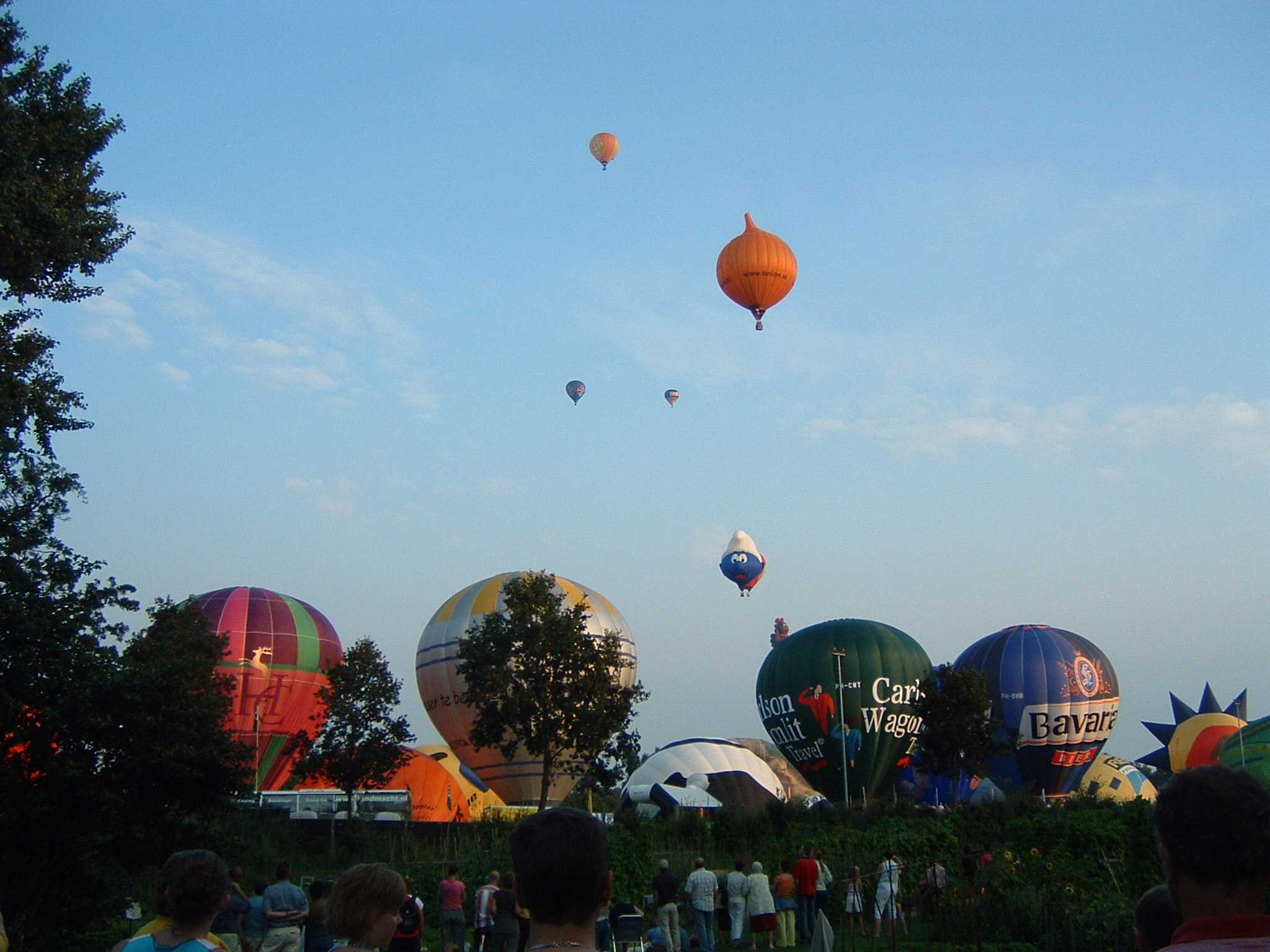
Фризский фестиваль воздушных шаров
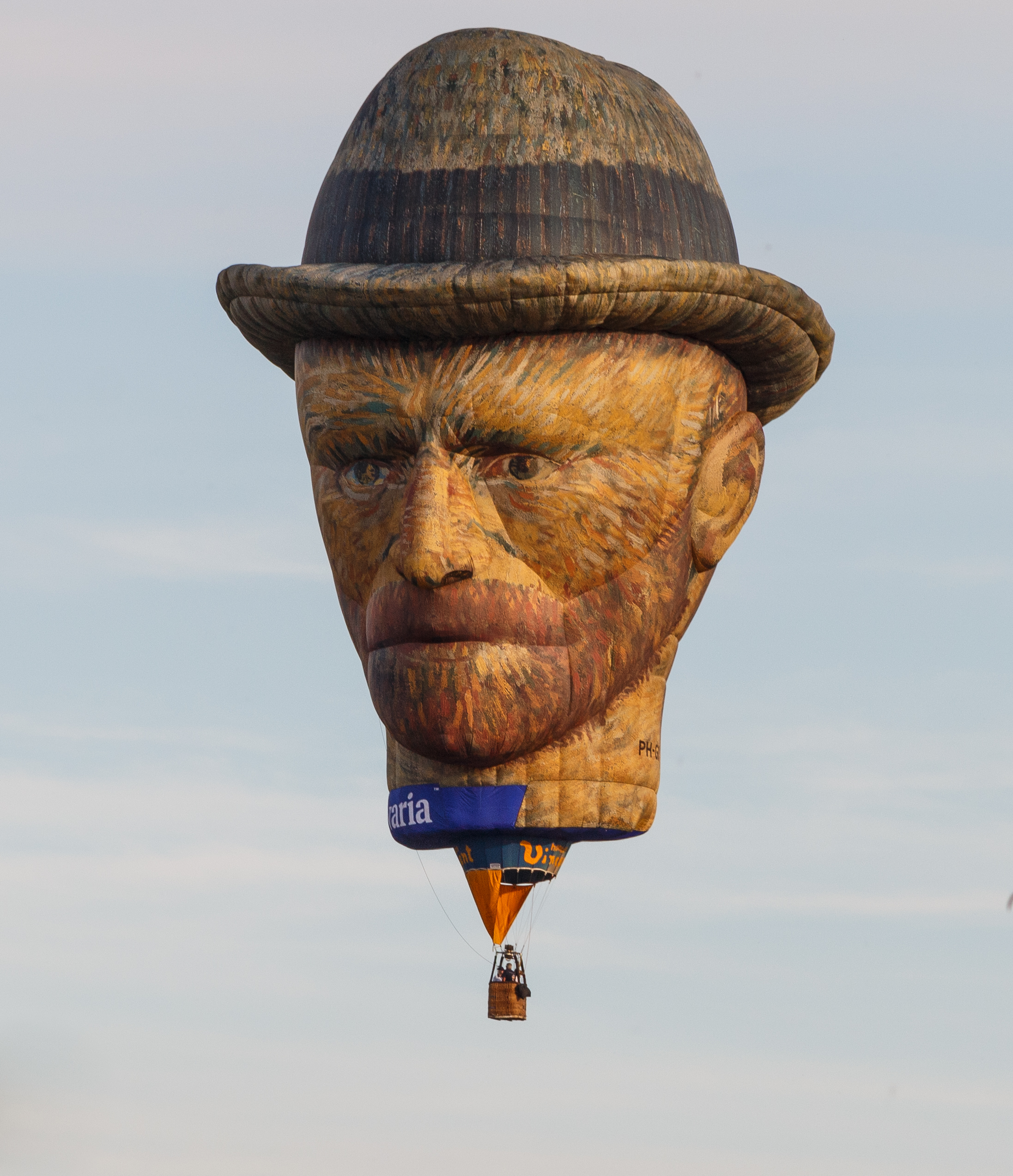
Воздушный шар в виде головы Винсента Ван Гога